# پودرسازی

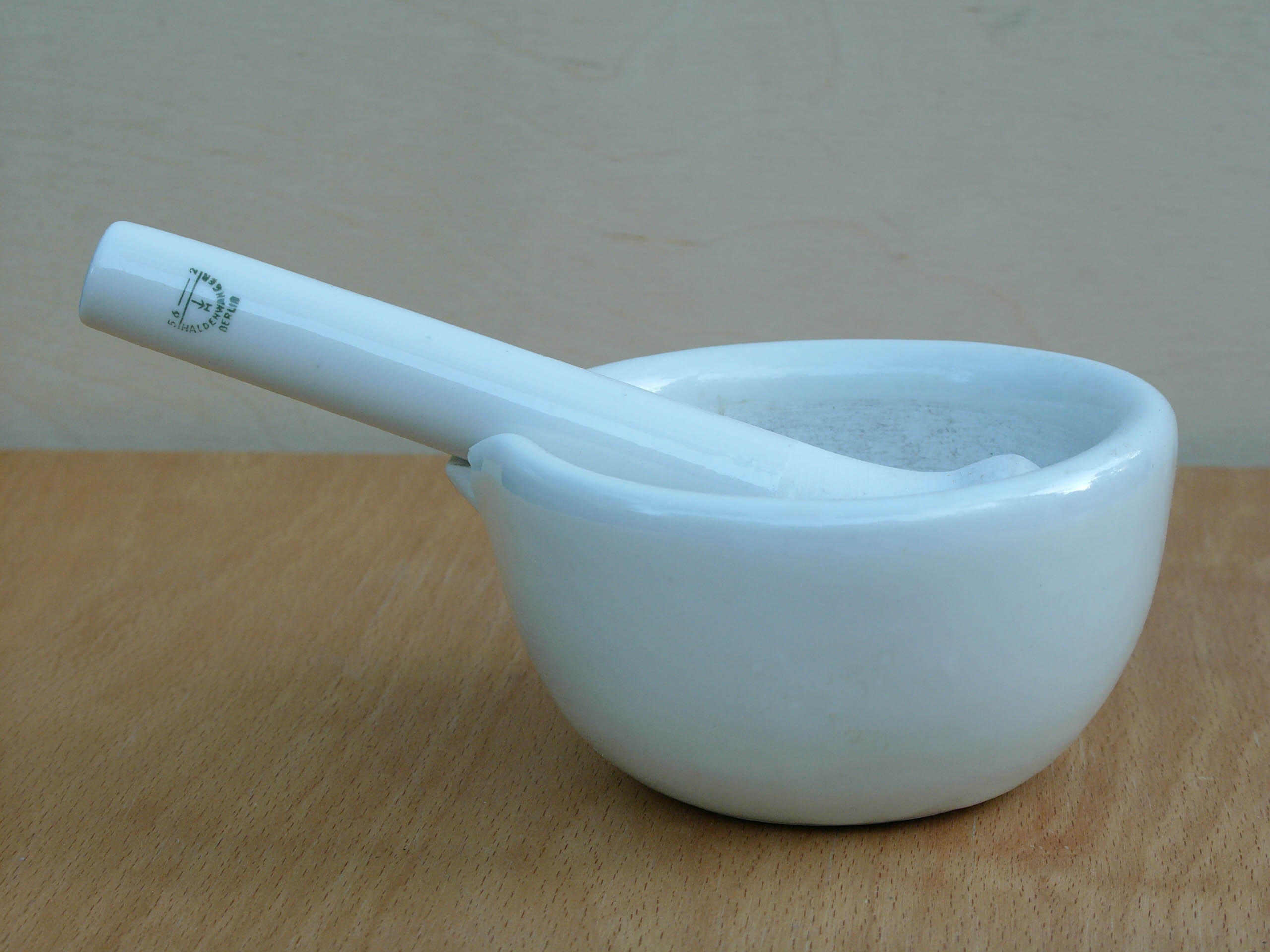
ابزار پودر سازی شامل ظرف مقاوم به ضربه و هاون

پودرسازی (به انگلیسی: Trituration) (سایش، خرد کردن) نامی است که به یک سری از روشهای مورد استفاده در پردازش مواد داده می‌شود. از یک دیدگاه، نوعی از خرد کردن (کاهش اندازه ذرات یک ماده) به‌شمار رفته و از دیدگاه دیگر، مخلوط کردن کامل مواد تشکیل دهنده به منظور تولید یک ماده همگن را شامل می‌شود. به عنوان مثال آمالگام دندان پزشکی از ترکیب ذرات یک آلیاژ با جیوه به وجود می‌آید.
در شیمی آلی پودر سازی فرآیندی برای تخلیص ترکیبات شیمیایی تصفیه نشده‌است که ناخالصیهای محلول دارند. به منظور این کار حلال طوری انتخاب می‌شود که محصول در آن حل نشود و سایر محصولات ناخواسته جانبی در آب بسیار حل شونده باشد یا برعکس. مواد خام توسط حلال شسته شده و فیلتر می‌شوند و ماده خالص شده را در شکل جامد و بدون ناخالصی در محلول به جا می‌گذارند.
در داروسازی، پودر سازی به فرایند آسیاب کردن یک ترکیب به نوع دیگر به منظور رقیق کردن یکی از ترکیبات نیز اشاره دارد که طی آن حجمی برای پردازش و کاربردی کردن یا پوشاندن ویژگیهای غیر مطلوب اضافه می‌شود. به عنوان مثال، میزان هورمون فرموله شده در یک دوز Levonorgestrel به عنوان پروژسترون-در مورد جلوگیری از بارداری فقط ۳۰µg است که مقدار بسیار اندکی برای کاربرد کنترل شده‌است بنابراین در یک محصول عادی، دارو قبل از فشرده شدن و روکش شدن برای تشکیل قرص با غلظت ۱۷۰۰ برابر جرم قند آن پودر می‌شود.
در عصاره‌گیری، آبمیوه‌گیری خرد کننده نوعی از آبمیوه‌گیری است که برای خرد کردن میوه و تولید آب میوه و فیبر به کار می‌رود.
در جور درمانی (هومئوپاتی Homeopathy) پودرسازی محلولی از یک ماده (مثلا لاکتوز) است که در آب حل نمی‌شود.